# 環状アルコールデヒドロゲナーゼ (キノン)
環状アルコールデヒドロゲナーゼ (キノン)(cyclic alcohol dehydrogenase (quinone))は、次の化学反応を触媒する酸化還元酵素である。
環状アルコール + キノン {\displaystyle \rightleftharpoons } 環状ケトン + キノール
この酵素の基質は環状アルコールとキノンで、生成物は環状ケトンとキノールである。
この酵素は酸化還元酵素に属し、キノンまたはその類似化合物を受容体として供与体であるCH-OH基に特異的に作用する。組織名はcyclic alcohol:quinone oxidoreductaseで、別名にcyclic alcohol dehydrogenase、MCADがある。